# Steen Rasmussen
Steen Rasmussen, född 9 augusti 1949 i Danmark, är en dansk skådespelare, regissör, manusförfattare och kompositör. Han driver tillsammans med regissören Michael Wikke företaget Græsted Film & Fjernsyn.

## Filmografi i roller
- 1990 – Macken
- 1992 – Russian Pizza Blues
- 1996 – Balladen om Holger Danske
- 2001 – Flygande farmor

## Regi i urval
- 2001 – Flygande farmor
- 2006 – Der var engang en dreng som fik en lillesøster med vinger